# Bitka kod Gaugamele
Bitka kod Gaugamele bila je jedna od velikih bitaka starog vijeka i najvažnija bitka Aleksandra Velikog u njegovom osvajanju Perzijskog Carstva. Bitka se zbila 1. listopada 331. pr. Kr. na ravnici Gaugamela pokraj gradića Arabele, zbog čega je bitka poznata i pod nazivom Bitka kod Arabele. 

## Aleksandrov pohod do Gaugamele
Aleksandar III. Makedonski je 331. pr. Kr. nakon pohoda na Egipat, gdje je proglašen faraonom i sinom Amona-Ra od strane proroka u oazi Siwa, drugi put napao Perzijsko Carstvo. Aleksandar je Perzijance prije nego što je krenuo na Egipat porazio već dva puta; satrapsku vojsku kod Granika i Kodomanovu glavnu vojsku kod Isa.

## Odnos snaga
Nakon poraza kod Isa, Darije III. se još jednom odlučio obračunati s Aleksandrom, pa je naredio okupljanje vojnika iz svojih satrapija. Ipak, vojska koju je uspio okupiti bila je slabo obučena i organizirana, izuzevši elitnih 8.000 grčkih plaćenika hoplita i 10.000 perzijskih besmrtnika, Darijeve osobne garde.
Snage jedne i druge strane nisu bile iste. Aleksandar je pod svojim zapovjedništvom imao 40.000 pješaka i 7.000 konjanika, dobro obučenih vojnika koji su se već godinama borili zajedno i imali su odličnu organizaciju. S druge je strane bio Darije III. s 50-100 tisuća vojnika. I dok su Perzijanci u svojoj vojsci kao najjače i dotada nepobjedivo oružje imali bojna kola sa šiljcima, a uz to uporabljali i ubojite naprave trošiljke, Aleksandar je imao revolucionarne jedinice pješaštva -  falangu. Falangu je uveo Aleksandrov otac Filip II. Makedonski, a sastojala se od 256 kopljanika s kopljima duljine do šest metara (sarisa) i okruglim štitovima koji su ih na bojnom polju činili gotovo nepobjedivim. Makedonska elitna konjica koju je predvodio sam Aleksandar bila je također među najboljima u antičko doba.
I dok su Aleksandrovi zapovjednici sa strepnjom očekivali bitku, Aleksandar je imao jedan cilj, ubiti ili zarobiti Kodomana i tako obezglaviti njegovu vojsku. Poučen iskustvima bitke kod Granika i Isa kada je Aleksandar napao odmah, Darije III. je očekivao kako će ih Makedonci napasti noću no Aleksandar je odlučio napasti ujutro sljedećih dana ostavivši perzijsku vojsku cijelu noć pod oružjem.

## Bitka
Ujutro je Aleksandar prinio žrtvu bogovima, a tad je rasporedio svoje trupe i pokrenuo svoju inovativnu strategiju. Svoje je bočne trupe postavio pod kutom, a ne u ravnini s perzijskom vojskom što je zbunilo Perzijance i osnažilo njihovo mišljenje da mogu okružiti Makedonce. Aleksandrova taktika u prijašnjim bitkama bila je da izravno falangom i pješaštvom napadne protivnika, a s konjicom ga okruži i po principu čekića i nakovnja zdrobi između svojih snaga. To nije bilo moguće kod Gaugamele zbog brojnosti Perzijanaca pa je Aleksandar razradio novu strategiju koja je promijenila način ratovanja.
Svom najstarijem i najpouzdanijem zapovjedniku Parmenionu dao je pod zapovjedništvo lijevi bok pješaštva. Središnjicu njegovih trupa činila je falanga, a konjicu na desnom boku uzeo je pod svoje zapovjedništvo. Perzijanci su snažnim snagama napali pješaštvo, a Aleksandar je svoju konjicu poveo u desno i počeo jahati u smjeru koji se Perzijancima činio kao da vodi izvan bojnog polja. Darije je naredio Besu koji je bio zapovjednik njegove konjice da krene za Aleksandrom te su dvije konjice počele jahati usporedno. Iza Aleksandrove konjice kretali su se laki pješaci s kopljima i praćkama koji su bili ključ Aleksandrove strategije.
Darije je naredio većini svojih trupa na čelu s bojnim kolima napad na makedonsko pješaštvo i falangu. Makedonci su otkrili način da unište bojna kola tako da svoje trupe prestroje u oblik slova „U“, a vojnici u središnjem dijelu dočekaju konje s podignutim kopljima tako da će konji ujahati u svojevrsnu „mišolovku“. Vojnici na stranama s pruženim kopljima uništit će kola i njihove vozače. Kako je Darije slao sve više trupa u bitku tako se njegova borbena linija počela stanjivati, sve dok nije nastala praznina među njegovim trupama. Kada je Aleksandar ugledao rupu u perzijskim redovima, okrenuo je svoju konjicu za 180 stupnjeva i pohitao prema pukotini. Lako pješaštvo koje ga je pratilo nasrnulo je na perzijsku konjicu, omogućivši Aleksandru da se neometano vrati u središte bitke.
Falange su s konjicom probile rastrojenu perzijsku liniju i našli se pred Darijem. Darije se s djelom trupa dao u bijeg pred Aleksandrom, no on je odlučio pomoći Parmenionovom lijevom krilu koje je pucalo pod napadom Perzijanaca. Spasio je svoju vojsku i porazio Perzijance. Izvori govore da je poginulo do 40.000 perzijskih vojnika, a da su Makedonci izgubili samo 4.000 vojnika.

## Posljedice
Nakon bitke kod Gaugamele Aleksandar III. Makedonski postao je Aleksandar Veliki i bio spreman preuzeti perzijsku krunu. Nekoliko dana kasnije ušao je u Babilon, no tamo se nije dugo zadržao, jer je krenuo u potjeru za Darijem. Darije III. je bio izdan i ubijen od vlastitih zapovjednika - na što je Aleksandar dao ubiti njegove ubojice, a njega pokopati s najvećim počastima. Nakon toga, Aleksandar je nastavio napredovati prema istoku sve do rijeke Ind.

## Poveznice
- Ahemenidsko Perzijsko Carstvo
- Aleksandar Makedonski
- Darije III.
- Bitka kod Granika
- Bitka kod Isa
- Bitka kod Perzijskih vrata

## Vanjske poveznice
- Bitka kod Gaugamele - animinirana karta bitke (Jonathan Webb)
- Aleksandar kod Gaugamele (Livius.org)  Arhivirana inačica izvorne stranice od 29. rujna 2008. (Wayback Machine)
- Video: animirana rekonstrukcija bitke kod Gaugamele (History Channel)
- Gaugamela - babilonski izvori (Livius.org)  Arhivirana inačica izvorne stranice od 22. rujna 2008. (Wayback Machine)
- Sve o Aleksandru Makedonskom - glavne bitke (Pothos.org)
- Kod Gaugamele je perzijska vojska uporabila trošiljke (engleski)